# Kozelská sopka
Kozelská sopka (rusky Козельская сопка nebo Козельский вулкан) je vyhaslý vulkán v masívu Avačinsko-Korjacké skupiny sopek na Kamčatském poloostrově na ruském Dálném východě. Nachází se v Jelizovském okrese Kamčatského kraje Dálněvýchodního federálního okruhu Ruské federace. Kozelská sopka spolu s ostatními vulkány Avačinsko-Korjacké skupiny leží v jižní oblasti Nalyčevského přírodního parku, který je jednou ze čtyř částí přírodního parku Sopky Kamčatky, zapsaného na seznamu Světového dědictví UNESCO.

## Geografie a geologie
Kozelská sopka je vzdálena od pobřeží Tichého oceánu (tj. od vnějšího pobřeží Avačinské zátoky) 19 km směrem na severozápad. Masív sopky, podobný horskému hřebenu, těsně přiléhá k jihovýchodním svahům mnohem vyšší Avačinské sopky (2741 m n. m.) a k vrcholu Uglovaja.

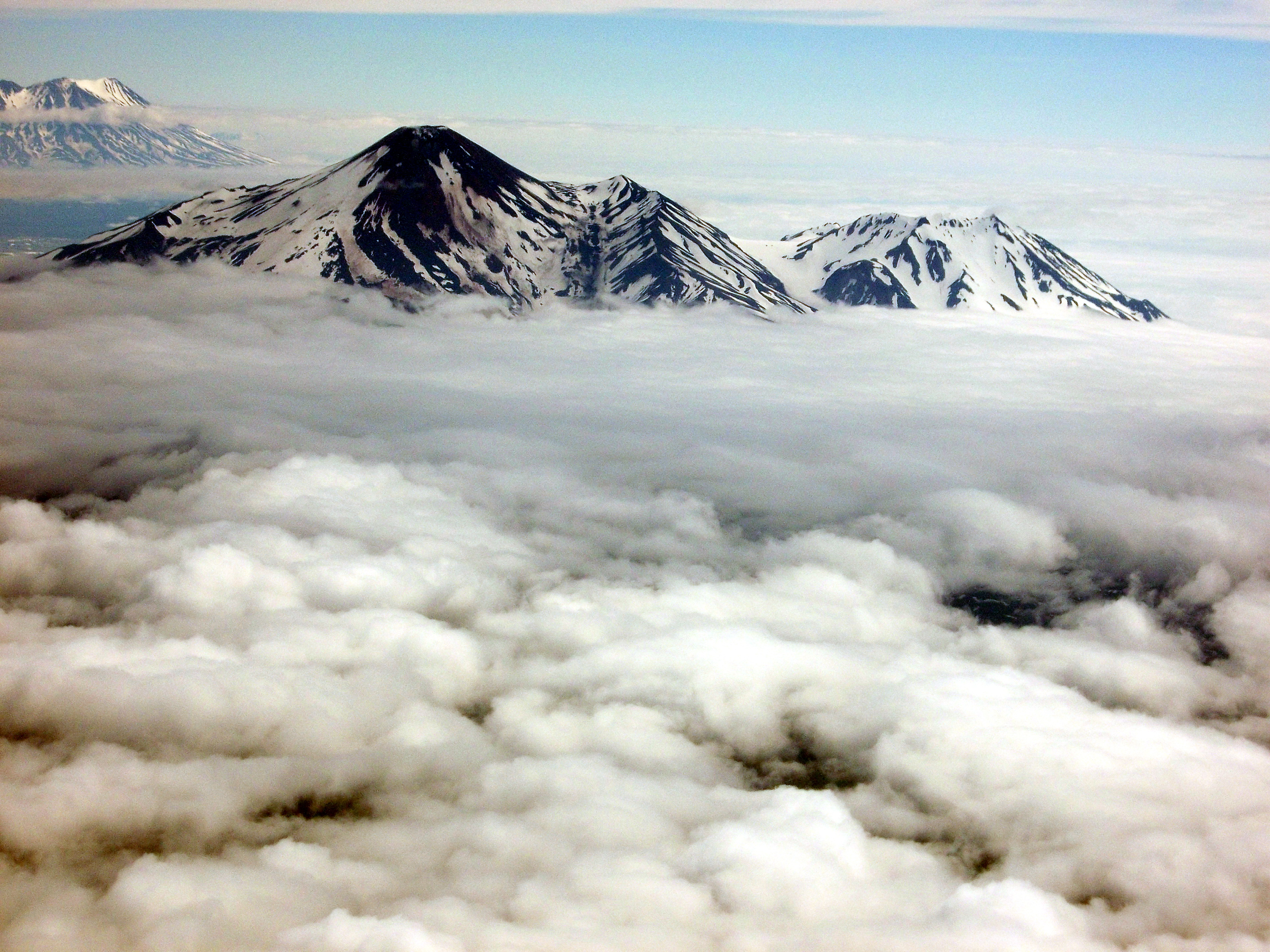
Avačinská (vlevo) a Kozelská sopka

Stáří Kozelské sopky je pravděpodobně stejné, jako sopek Avačinské a Korjacké, formovala se zřejmě v období pozdního pleistocénu. Kozelský vulkán původně dosahoval téměř stejné výšky, jako Avačinský, avšak dvě masívní erupce jeho vrchol snížily o nejméně 500 metrů. Na hranách kráteru a na svazích sopky se nacházejí různé sloupovité tvary skal - lávové dómy a skalní jehly. Nejvyšším bodem sopky je vrchol skály, zvané "Zub" ("Зуб").
Těleso vyhaslé sopky je silně narušené. Kráter o průměru zhruba jednoho kilometru se otevírá směrem na severovýchod, kde se také nachází menší ledovec, z něhož vytéká říčka Mutnuška. Svahy sopky jsou rozryty hlubokými rýhami a stržemi, paprsčitě se rozbíhajícími od kráteru k úpatí. Na jihovýchodních svazích se vyskytují pozůstatky lávových proudů různého stáří.
V horních partiích Kozelské sopky se nacházejí extruzívní andezitové a andezito-dacitové horniny, na jižním a východním svahu jsou patrné stopy pyroklastických proudů. Jižní a východní úpatí Kozelské sopky pokrývá drobná struska, pocházející z erupce Avačinské sopky v roce 1945.

## Mineralogická lokalita

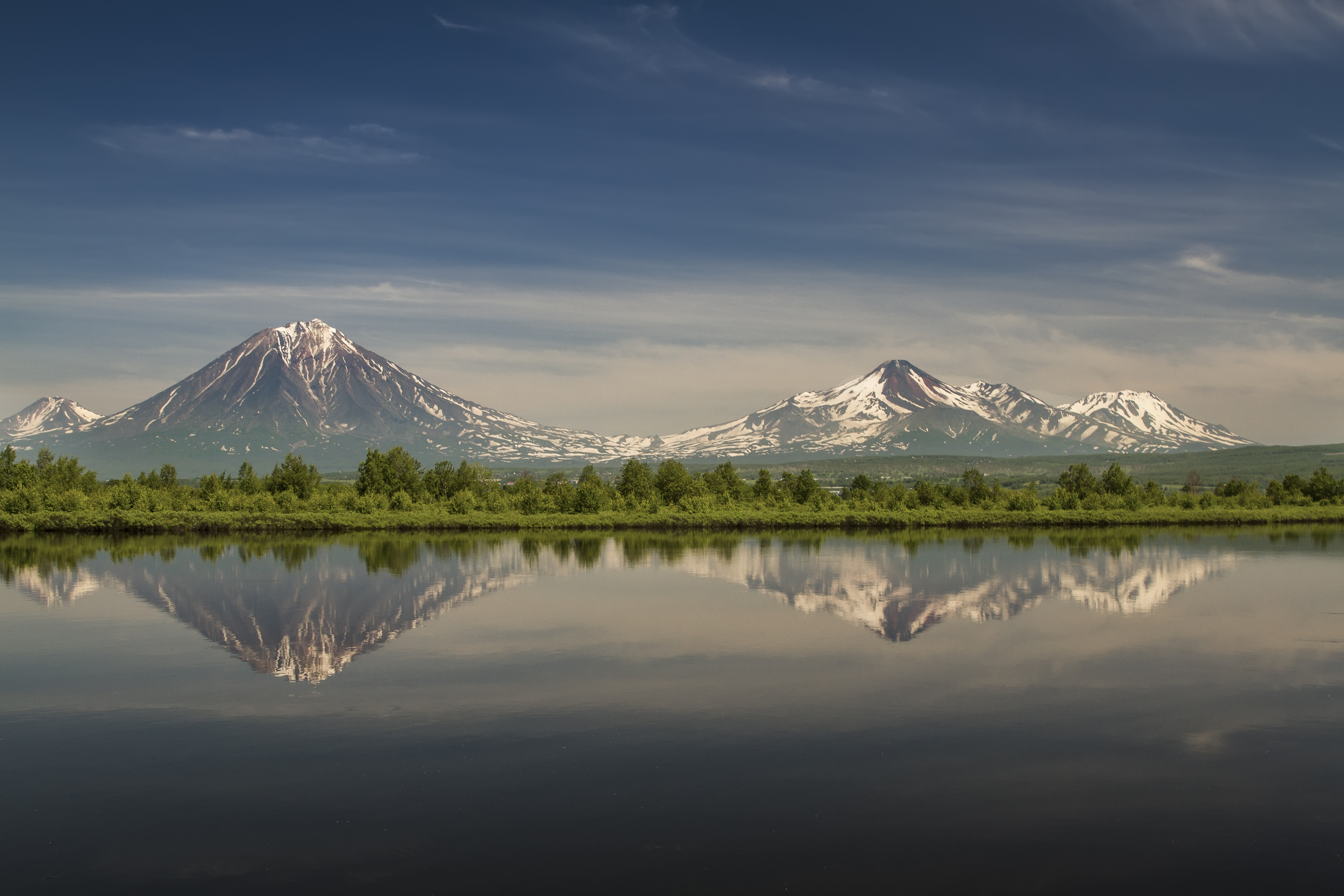
Panorama sopek Avačinsko-Korjacké skupiny. Zleva doprava: Arik (vzadu), pak sopka Korjacká, Avačinská a zcela vpravo Kozelská

Z magmatických hornin se na Kozelském vulkánu vyskytuje také čedič. Mezi sutí a balvany na východním svahu lze nalézt unikátní čediče s vysokým obsahem hořčíku, bohaté na chromdiopsid. V nedávné době byly na této lokalitě objeveny drobné vzorky velmi vzácného a tvrdého minerálu, zvaného carbonado, neboli "černého diamantu". Tento minerál je dosud znám jen z několika míst na světě a jeho původ nebyl dosud zcela objasněn.
Název minerálu "carbonado", tj. "zuhelnatělý", jak jej kdysi nálezci nazvali podle jeho vnější podoby, pochází ze španělštiny. Nejstarší zprávy o nálezech carbonada jsou z roku 1840 z lokality Chapada Diamantina v brazilském státě Bahia. Nálezy větších vzorků carbonada jsou výjimečné - jediný skutečně velký kus byl nalezen v roce 1895 rovněž ve státě Bahia v Brazílii. Svou váhou 3167 karátů překonal i slavný diamant Cullinan. Kromě brazilské lokality Lençois (Chapada Diamantina) byl minerál carbonado dosud nalezen jen na řece Icabarú ve Venezuele a také na dvou místech v Ruské federaci - v republice Sacha a na řece Kedrovaja v Přímořském kraji.

## Životní prostředí a turismus
Poblíž sopky Kozelská se nachází úložiště nebezpečných chemických odpadů. Na svazích sopky je několik chat pro lyžaře, jsou zde také vyznačené trasy pro vysokohorskou turistiku a pro horolezce. Pro lyžování se využívá jižní svah, kde se drží sníh až do léta, skály na hřebeni jižní stěny kráteru slouží jako cvičný horolezecký terén.